# Linearna regresija
Regresija meri odvisnost dveh slučajnih spremenljivk - kakšen vpliv ima ena na drugo.
Na populaciji merimo 2 podatka, zanima nas vrsta odvisnosti med slučajnima spremenljivkama. 
Razsevni grafikoni
1. in 2. : linearna regresija

Iščemo krivuljo ki bi se podatkom najboljše prilegala. Če je linearna regresija iščemo premico.
y = k*x+n
Glede na to kako bi krivulja »morala izgledati« začnemo graditi krivuljo ki se bo najbolje prilegala.

## Zgledi
- Dnevna količina padavin in število gledalcev na nogometni tekmi.
- Starost in cena avtomobila.
- Število pokajenih cigaret in življenjska doba.

## Linearna regresija
1. regresijska premica
{\displaystyle \!Y'=a\cdot X+b=E(Y)+{\frac {K(X,Y)}{D(X)}}(X-E(X))}

Parametra a in b izberemo po metodi najmanjših kvadratov tako, da minimiziramo (pogledamo za vsako meritev koliko daleč navpično (y) leži od premice, vsota kvadratov vseh meritev mora biti čimmanjša).
{\displaystyle \!F(a,b)=\sum _{i=1}^{n}(Y_{i}-Y'_{i})^{2}=\sum _{i=1}^{n}(Y_{i}-a\cdot X_{i}-b)^{2}}

{\displaystyle \!{\frac {\partial F}{\partial a}}(a,b)=0}
{\displaystyle \!{\frac {\partial F}{\partial b}}(a,b)=0}
2. regresijska premica
{\displaystyle \!X'=E(X)+{\frac {K(X,Y)}{D(Y)}}(Y-E(Y))}

Drugo regresijsko premico dobimo tako, da minimiziramo vsoto kvadratov odstopanj v x smeri.

Regresijski premici tipično nista enaki.

{\displaystyle \!Y'={\overline {Y}}+{\frac {{\hat {k}}(X,Y)}{({\hat {s}}(X))^{2}}}(X-{\overline {X}})}
{\displaystyle \!X'={\overline {X}}+{\frac {{\hat {k}}(X,Y)}{({\hat {s}}(Y))^{2}}}(Y-{\overline {Y}})}
Definicija
{\displaystyle {\hat {s}}(X)={\sqrt {\frac {\sum (X_{i}-{\overline {X}})^{2}}{n-1}}}}
{\displaystyle {\hat {k}}(X,Y)={\frac {\sum (X_{i}-{\overline {X}})(Y_{i}-{\overline {Y}})}{n-1}}}
Trditev
1. in 2. regresijska premica se sekata v točki (E(X),E(Y))